# Испания на зимних Олимпийских играх 1994
Испания принимала участие в Зимних Олимпийских играх 1994 года в Лиллехамере (Норвегия) в четырнадцатый раз за свою историю, но не завоевала ни одной медали.

## Состав сборной
Сборная страны состояла из 13 спортсменов: 8 мужчин и 5 женщин, которые соревновались в 4 видах спорта:
- горнолыжный спорт
- лыжные гонки
- фигурное катание
- фристайл

Самой молодой участницей сборной была 18-летняя горнолыжница Мария Хосе Рьенда, самым старшим участником был 26-летний лыжник Хорди Рибо.

## Результаты

### Горнолыжный спорт

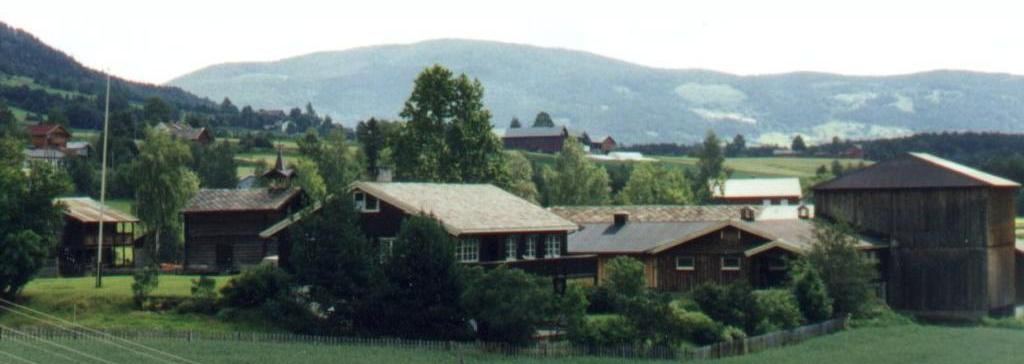
Рингебу, где расположен Квитфьелль

Соревнования прошли с 13 по 27 февраля. Были разыграны 10 комплектов наград: по 5 у мужчин и женщин. Скоростные дисциплины (скоростной спуск и супергигант) были проведены в Квитфьелле — горнолыжном курорте в Рингебу, расположенном в 50 км к северу от Лиллехаммера. Технические дисциплины (слалом и гигантский слалом) были проведены в Хафьелле — горнолыжном курорте в Эйере, расположенном между Рингебу и Лиллехаммером, в 18 км к северу от последнего. Женский скоростной спуск изначально также планировалось провести в Хафьелле, однако спортсменки посчитали, что трасса слишком простая и плоская, и по их просьбе соревнования были перенесены в Квитфьелль.
Комбинация была проведена в несколько другом формате, чем ранее на Олимпийских играх. Итоговый результат складывался из суммы времён, показанных в скоростном спуске и 2 попытках в слаломе, тогда как раньше результаты в слаломе и скоростном спуске пересчитывались по специальной очковой системе. Новый формат стал более выгоден для слаломистов.
Женщины
| Спортсменка                 | Соревнование      | 1 спуск         | 2 спуск | Результат       | Результат |
| Спортсменка                 | Соревнование      | Время           | Время   | Время           | Место     |
| --------------------------- | ----------------- | --------------- | ------- | --------------- | --------- |
| Мария Хосе Рьенда Контрерас | Супергигант       |                 |         | 1:24.65         | 29        |
| Айнхоа Ибарра Астелларра    | Супергигант       |                 |         | 1:24.50         | 27        |
| Моника Бош Форреллад        | Гигантский слалом | 1:25.62         | 1:15.61 | 2:41.23         | 22        |
| Мария Хосе Рьенда Контрерас | Гигантский слалом | 1:24.62         | 1:14.83 | 2:39.45         | 21        |
| Айнхоа Ибарра Астелларра    | Гигантский слалом | 1:23.36         | 1:13.31 | 2:36.67         | 17        |
| Мария Хосе Рьенда Контрерас | Слалом            | не финишировала | –       | не финишировала | –         |
| Айнхоа Ибарра Астелларра    | Слалом            | не финишировала | –       | не финишировала | –         |
| Моника Бош Форреллад        | Слалом            | 1:03.79         | 1:02.32 | 2:06.11         | 23        |

### Лыжные гонки
Соревнования проходили в лыжном центре Лиллехаммера.
Мужчины
| Соревнование                                | Спортсмен            | Результат | Результат |
| Соревнование                                | Спортсмен            | Время     | Место     |
| ------------------------------------------- | -------------------- | --------- | --------- |
| 10 км свободным стилем, раздельный старт    | Хорди Рибо           | 27:21.2   | 57        |
| 10 км свободным стилем, раздельный старт    | Хуан Хесус Гутиеррес | 27:06.0   | 47        |
| 10 км свободным стилем, раздельный старт    | Карлос Висенте       | 27:01.4   | 44        |
| 15 км свободным стилем, гонка преследования | Хорди Рибо           | 42:47.6   | 47        |
| 15 км свободным стилем, гонка преследования | Карлос Висенте       | 41:13.3   | 32        |
| 15 км свободным стилем, гонка преследования | Хуан Хесус Гутиеррес | 41:00.0   | 28        |
| 30 км свободным стилем, раздельный старт    | Хуан Хесус Гутиеррес | 1’19:47.3 | 30        |
| 30 км свободным стилем, раздельный старт    | Хорди Рибо           | 1’19:33.8 | 29        |
| 50 км классическим стилем, раздельный старт | Карлос Висенте       | 2’21:03.5 | 42        |
| 50 км классическим стилем, раздельный старт | Хорди Рибо           | 2’19:21.9 | 34        |
| 50 км классическим стилем, раздельный старт | Хуан Хесус Гутиеррес | 2’14:22.5 | 19        |

### Фигурное катание
Женщины — одиночное катание
Соревнования среди женщин прошли 23 и 25 февраля на искусственном льду на катка Дворца спорта Нордлюсхаллен (г. Хамар).
| Спортсменка   | Короткая программа | Произвольная программа | Сумма мест (TFP) | Место в итоге |
| ------------- | ------------------ | ---------------------- | ---------------- | ------------- |
| Марта Андраде | 21                 | 21                     | 31.5             | 20            |

### Фристайл
Соревнования прошли с 15 по 24 февраля.
Мучины
| Спортсмен  | Дисциплина | Квалификация | Квалификация | Квалификация | Финал         | Финал         | Финал         |
| Спортсмен  | Дисциплина | Время        | Оценка       | Место        | Время         | Оценка        | Место         |
| ---------- | ---------- | ------------ | ------------ | ------------ | ------------- | ------------- | ------------- |
| Хосе Рохас | Могул      | 26.36        | 22.49        | 24           | не участвовал | не участвовал | не участвовал |

Женщины
| Спортсменка       | Дисциплина | Квалификация | Квалификация | Квалификация | Финал          | Финал          | Финал          |
| Спортсменка       | Дисциплина | Время        | Оценка       | Место        | Время          | Оценка         | Место          |
| ----------------- | ---------- | ------------ | ------------ | ------------ | -------------- | -------------- | -------------- |
| Патрисия Портильо | Могул      | 53.58        | 9.15         | 24           | не участвовала | не участвовала | не участвовала |